# Elbe de Holanda
Nasceu em Belém do Pará, dia 2 de junho de 1927. Em 1932, foi escolhida, após um teste, para participar da Casa de Cabloco, durante a Festa de Nazaré, onde interpretava e cantava. Cantou também na Hora do Guri na Rádio Clube do Pará. Em 1934 viajou por todo o Norte e Nordeste, com apresentações em várias cidades, quando aprendeu a sapatear. Em 1935, Alda Garrido a contratou para a Revista Olá Seu Nicolau, no Teatro Carlos Gomes, e Elbe foi considerada Menina Prodígio, a Shirley Temple do Norte. Desenvolveu o gosto por desenho e pintura, onde demonstrou grande talento. Em 1936, foi convidada para participar de uma apresentação com Carmem Miranda e o Bando da Lua, no Hotel Glória.
Passou a viver com seus pais de criação, Francisco e Graziela Coringa, quando aprimorou o gosto pela música, e cantou diversas vezes na Hora do Pato na Rádio Nacional, obtendo sempre o Primeiro Lugar. Pai Chico comprou um Circo e montou uma Companhia Teatral, quando viajaram pelo interior de São Paulo, Minas, Espírito Santo e Rio de Janeiro. Teatro Mambembe! Cada dia uma novidade... Um novo público... Muitos shows, comédias e dramas. Elbe sempre amou a vida de artista e não perdia as oportunidades. Em 1946, pai Chico vende o circo... Elbe reencontra sua mãe e retoma os estudos na Escola Técnica de Comércio do Pará. Encontra espaços para montar Feia, de Paulo Magalhães, no Teatro da Paz, que ficou completamente lotado. E ainda aperfeiçoa seu conhecimento em desenho e pintura com Raul Devesa, um conceituado pintor da época.
Em 1953, se formou e se casou com Wildemar de onde nasceram seus filhos Rosângela, Eliomar, Elma, Maria Guadalupe, Antônio e Rosana. Mais tarde, Rosângela, a primeira filha do casal, falece aos dez anos de idade... Lágrimas... Saudades...
Em 1965, começa a fazer Programa de Calouros, aos domingos, com seus filhos e outras crianças, com distribuição de prêmios: cantor, cantora e vale-tudo. O movimento cresceu e foi parar no Clube da Portuguesa (1970), todos os domingos. Nesta mesma época, Elbe disputa o Vale-tudo do Chacrinha, na televisão, e ganha! (Boneca de Piche). Wildemar adoece e falece... Mais dores e lágrimas... Olhos tristes... Os filhos estudavam, eram crianças ainda, Elbe precisava trabalhar mais e mais. Uma faceta pouco conhecida da "Tia Elbe" era o seu "Salão Cabeleireiro" na sua casa na praça Stuart Angel, durante os anos 1980 várias crianças e adultos cortaram o seu cabelo com a incrível trabalhadora. O seu bom humor encantava as crianças. 
Aos fins de semana amigos e filhos se reuniam para contar histórias. 
Em 1972, Elbe sugere montar a peça teatral "Feia", surgindo daí o GATIG (Grupo de Artes e Teatro da Ilha do Governador), com o GATIG, Elbe Lima de Holanda pode mostrar todo seu talento: teatróloga, pintora, desenhista, poeta, atriz, cantora, dançarina, diretora, compositora, mãe e mulher cidadã.
Foi autora de mais de 40 peças teatrais, sendo elas de temática infantis, infanto-juvenis e adultos; algumas das quais  premiados em diversos festivais estaduais e nacionais. Ao escrever suas próprias peças, Elbe, desencadeou importantes movimentos culturais na região da Ilha do Governador.
Popularmente conhecida como "Tia Elbe", ela foi nomeada Cidadã Honorária do Rio de Janeiro (1990). Administrou, no período de 1987 a 1989, a Lona da Cultura da Ilha do Governador, que funcionou até 1994.